# عين سنان
عين سنان قرية قطرية تقع على الساحل الشمالي لقطر، وتقع في بلدية الشمال. تاريخيًا، كانت القرية مأهولة بشكل أساسي بأفراد من قبيلة الراشد.

## التسمية
حصلت عين سنان على اسمها من رجل يدعى سنان قام ببناء بئر ومزرعة في المنطقة.

## تاريخ القرية
حسب دليل لوريمر للخليج العربي، عين سنان وصفت بأنها قرية على بعد أربعة أميال جنوب غرب الفويرط تحتوي على بئر محصن بعمق 35 قدمًا. قيل إن الحصن بناه قبيلة المعاضيد. ثم سيطرت قبيلة بوكوارة في الفويرط على الحصن كوسيلة لتأمين إمدادات المياه بعد أن تخلى المعاضيد عن المنطقة.
تم ترسيم القرية عام 1992.